# Wayne Odesnik
Wayne Odesnik, né le 21 novembre 1985 à Johannesbourg, est un joueur de tennis professionnel américain gaucher.

## Carrière
Il a atteint la finale en simple du tournoi de Houston 2009, après avoir battu Jürgen Melzer (32e mondial) en huitièmes de finale. Il s'incline en finale face à Lleyton Hewitt en deux sets.
Il a remporté sept tournois Challenger en simple : Milan en 2006, Sacramento en 2007, Carson en 2009, Savannah et Lexington en 2011, Bucaramanga en 2012 et Chitré en 2014.
Odesnik est impliqué dans une affaire de dopage en 2010 qui lui vaut deux ans de suspension. Cette sanction est ramenée à un an après collaboration d'Odesnik. En 2015, après des contrôles montrant des stéroïdes dans ses analyses, il est suspendu par l'USADA pour quinze ans à compter du 30 janvier 2015.

## Palmarès

### Finale en simple
| No | Date       | Nom et lieu du tournoi                    | Catégorie | Dotation  | Surface      | Vainqueur      | Score    |          |
| -- | ---------- | ----------------------------------------- | --------- | --------- | ------------ | -------------- | -------- | -------- |
| 1  | 06-04-2009 | US Men's Clay Court Championship, Houston | ATP 250   | 442 500 $ | Terre (ext.) | Lleyton Hewitt | 6-2, 7-5 | Parcours |

## Parcours dans les tournois duGrand Chelem

### En simple
| Année | Open d'Australie | Open d'Australie | Internationaux de France | Internationaux de France | Wimbledon       | Wimbledon   | US Open         | US Open      |
| ----- | ---------------- | ---------------- | ------------------------ | ------------------------ | --------------- | ----------- | --------------- | ------------ |
| 2004  | —                | —                | —                        | —                        | —               | —           | 1er tour (1/64) | D. Sánchez   |
| 2005  | —                | —                | —                        | —                        | —               | —           | —               | —            |
| 2006  | —                | —                | —                        | —                        | —               | —           | 1er tour (1/64) | R. Sluiter   |
| 2007  | —                | —                | —                        | —                        | —               | —           | 2e tour (1/32)  | J. I. Chela  |
| 2008  | 1er tour (1/64)  | F. López         | 3e tour (1/16)           | N. Djokovic              | 1er tour (1/64) | J. Nieminen | 2e tour (1/32)  | S. Wawrinka  |
| 2009  | 1er tour (1/64)  | M. Ančić         | 1er tour (1/64)          | G. Simon                 | 1er tour (1/64) | J. Melzer   | 1er tour (1/64) | T. Berdych   |
| 2010  | 2e tour (1/32)   | P. Kohlschreiber | —                        | —                        | —               | —           | —               | —            |
| 2011  | —                | —                | —                        | —                        | —               | —           | —               | —            |
| 2012  | —                | —                | —                        | —                        | 1er tour (1/64) | B. Phau     | —               | —            |
| 2013  | —                | —                | —                        | —                        | 1er tour (1/64) | J. Wang     | —               | —            |
| 2014  | 1er tour (1/64)  | V. Millot        | —                        | —                        | —               | —           | 1er tour (1/64) | K. Nishikori |

N.B. : à droite du résultat se trouve le nom de l'ultime adversaire.

### En double
| Année | Open d'Australie | Open d'Australie | Internationaux de France | Internationaux de France | Wimbledon | Wimbledon | US Open                   | US Open             |
| ----- | ---------------- | ---------------- | ------------------------ | ------------------------ | --------- | --------- | ------------------------- | ------------------- |
| 2009  | —                | —                | —                        | —                        | —         | —         | 1er tour (1/32) M. Shabaz | J. Isner S. Querrey |

N.B. : le nom du ou de la partenaire se trouve sous le résultat ; le nom des ultimes adversaires se trouve à droite.

## Parcours dans lesMasters 1000
| Année | Indian Wells           | Miami | Monte-Carlo | Rome | Hambourg puis Madrid | Canada                | Cincinnati        | Madrid puis Shanghai | Paris |
| ----- | ---------------------- | ----- | ----------- | ---- | -------------------- | --------------------- | ----------------- | -------------------- | ----- |
| 2005  | 1er tour F. Verdasco   | —     | —           | —    | —                    | —                     | —                 | —                    | —     |
| 2006  | —                      | —     | —           | —    | —                    | —                     | —                 | —                    | —     |
| 2007  | —                      | —     | —           | —    | —                    | 2e tour F. Dancevic   | —                 | —                    | —     |
| 2008  | 2e tour M. Baghdatís   | —     | —           | —    | —                    | —                     | —                 | —                    | —     |
| 2009  | 1er tour R. Sweeting   | —     | —           | —    | —                    | —                     | 1er tour G. Simon | —                    | —     |
| 2010  | 1er tour S. Stakhovsky | —     | —           | —    | —                    | —                     | —                 | —                    | —     |
| 2011  | —                      | —     | —           | —    | —                    | —                     | —                 | —                    | —     |
| 2012  | —                      | —     | —           | —    | —                    | 1er tour J. Benneteau | —                 | —                    | —     |
| 2013  | 2e tour S. Wawrinka    | —     | —           | —    | —                    | —                     | —                 | —                    | —     |

N.B. : sous le résultat se trouve le nom de l’ultime adversaire.